# Борисенко Сергій Анатолійович
Сергій Анатолійович Борисенко - український астроном, дослідник комет, лауреат Премії НАНУ імені М.П. Барабашова (2022).

## Біографія
Народився 1975 року в селі Головеньки Борзнянського району Чернігівської області. Після закінчення місцевої середньої школи навчався в Київському національному університеті імені Тараса Шевченка на фізичному факультеті (1993-1998). Першим науковим керівником Сергія Борисенка був відомий український дослідник комет Клим Чурюмов. У 1998-2001 роках Сергій Борисенко навчався в аспірантурі Головної астрономічної обсерваторії НАН України.
З 2001 року працює в Головній астрономічній обсерваторії НАН України.
2002 року захистив дисертацію "Швидкі варіації спектру комети Галлея" на здобуття наукового ступеня кандидата фізико-математичних наук. Його науковим керівником був Леонід Шульман, спеціаліст з фізики комет і один з засновників Народного Руху України.
Займається популяризацією науки, з 2008 року публікує розділ "Комети" в щорічнику «Астрономічний календар», який видається в ГАО НАНУ.

## Наукові результати
Сергій Борисенко займається фізикою малих тіл Сонячної системи: кометами та активними астероїдами. Досліджує причини виникнення кометної активності на різних відстанях від Сонця.
Переможець конкурсу наукових зображень  "Вікімедіа Україна" 2021 року (1 місце).
Є автором понад 120 наукових публікацій.

## Відзнаки
- Грант та звання "Соросівський студент" (1997)

- Грант Президії НАН України (2003)[12]
- Грант Президента України (2004)[13]
- Стипендіат Президента України (2004 - 2005)
- Грант Президії НАН України (2007)[12]
- Грант Німецького Фонду DAAD (2016)[14]
- Премія НАН України імені М. П. Барабашова (2022)[1]
- Грант Міжнародного Україно-Австралійського Дослідницького Фонду (2024)[15]

## Публікації
Вибрані статті:
- Borysenko, S., Kokhirova, G., Rakhmatullaeva, F. Some physical properties of a new Jupiter-family comet P/2019 LD2 (ATLAS) from broadband observations, 2022, Icarus, 372, 114752
- Borysenko, S., Baransky, A., Kuehrt, E., et al. Study of the physical properties of selected active objects in the main belt and surrounding regions by broadband photometry, 2020, Astronomische Nachrichten, Volume 341, 9
- Borysenko, S., Baransky, A., Musiichuk, E. Photometric observations of ecliptic comet 47P/Ashbrook – Jackson and selected quasi-Hilda and main-belt comets at Kyiv Comet Station (MPC code – 585) in 2017, 2019, Icarus, Volume 317, 44